# Rączka
Rączka (niem. Ranisch) – wieś w Polsce położona w województwie opolskim, w powiecie nyskim, w gminie Korfantów.
W latach 1975–1998 miejscowość administracyjnie należała do ówczesnego województwa opolskiego.

## Historia
Od 1821 r. wieś posiadała własną pieczęć gminną, na której wizerunku przedstawiono  serce, z którego wierzchołka wyrastają trzy kwiaty (róże?), po obu stronach serca dwa pióra (?). Wieś ucierpiała podczas powodzi we wrześniu 2024.

## Zabytki
Do wojewódzkiego rejestru zabytków wpisany jest:
- spichrz w zagrodzie nr 7, z XVIII w. (nie istnieje).